# II Brigada Aérea (Bolivia)
La II Brigada Aérea es una unidad de la Fuerza Aérea Boliviana con asiento en la ciudad de Cochabamba.

## Historia
La II Brigada Aérea fue creada el 10 de diciembre de 1986. Tiene como antecedente a la Base Aérea N.º 2, que fuera creada en 1943 y se convirtiera en Destacamento Aéreo N.º 2 en 1967.
En 2008, el presidente Evo Morales creó el Comando Conjunto Central con jurisdicción en todo el departamento de Cochabamba.

## Organización
La II Brigada Aérea está organizada en:
- el Grupo Aéreo de Caza 34;
- el Grupo Aéreo de Entrenamiento 22;
- el Grupo Aéreo 51;
- el Grupo de Artillería y Defensa Aérea 92;
- y el Servicio de Mantenimiento Aéreo 2.

También, dependen de la II Brigada el Politécnico Militar de Aeronáutica (POMIL) y la Escuela de Perfeccionamiento Técnico Aeronáutico (EPTA).